# جيسوس جي. بيرنال
جيسوس جي. بيرنال (بالإنجليزية: Jesus G. Bernal)‏ هو قاضي ومحامي أمريكي، ولد في 1 نوفمبر 1963 في كولياكان في المكسيك.